# Franz Wittmann (Politiker)
Franz Wittmann (* 15. Februar 1895 in Höfen; † 24. Dezember 1975 in Tirschenreuth) war ein deutscher Landwirt und Politiker (BVP, später CSU).

## Leben und Beruf
Nach dem Besuch der Volksschule und der Fortbildungsschule setzte Wittmann seine schulische Laufbahn an der Landwirtschaftsschule der Erzabtei Sankt Ottilien fort. Von 1915 bis 1918 nahm er als Soldat am Ersten Weltkrieg teil. Er war von 1921 bis 1953 als selbständiger Landwirt in Schirnbrunn tätig, wurde 1926 Obmann des Christlichen Bauernvereines und 1929 Vorstandsmitglied des Raiffeisenverbandes in Wildenau. 1933 schied er aus allen Funktionen aus.
Wittmann beteiligte sich nach dem Kriegsende an der Gründung des Bayerischen Bauernverbandes, war seit 1945 dessen Obmann in Wildenau und wurde 1949 Kreisobmann des Verbandes im Landkreis Tirschenreuth. Seit 1949 war er Aufsichtsratsmitglied der Molkereigenossenschaft in Tirschenreuth. Darüber hinaus fungierte er als Beisitzer beim Bauerngericht Tirschenreuth und beim Sozialgericht der landwirtschaftlichen Berufsgenossenschaft.
Er war Ehrenmitglied der katholischen Studentenverbindungen KDStV Carolingia Hohenheim (1925), KDStV Vindelicia München (1931) und KDStV Agilolfia Freising (1948) im CV.

## Partei
Wittmann gehörte bis 1933 der BVP an. Er zählte 1945 zu den Gründern der CSU in Wildenau und wurde 1949 zum Vorsitzenden des CSU-Kreisverbandes Tirschenreuth gewählt.

## Abgeordneter
Wittmann war von 1924 bis 1933 Gemeinderat in Wildenau und von 1929 bis 1933 Mitglied des Bezirkstages Oberpfalz. Nach 1945 war er wiederum Bezirkstagsmitglied. Dem Deutschen Bundestag gehörte er von 1953 bis 1961 und erneut vom 26. Oktober 1964, als er für den ausgeschiedenen Abgeordneten Emil Kemmer nachrückte, bis 1965, jeweils für den Wahlkreis Tirschenreuth, an. Er war stets über die Landesliste Bayern ins Parlament eingezogen.

## Öffentliche Ämter
Wittmann amtierte von 1924 bis 1933 als Zweiter Bürgermeister der Gemeinde Wildenau.